# Есенно ботурче
Есенното ботурче (Cyclamen hederifolium, също Cyclamen neapolitanum) е вид цъфтящо растение от рода на цикламите, семейство Игликови (Primulaceae). Това е най-широко разпространения вид циклама.

## Етимология
Думата циклама (cyclamen) идва през латинското „cyclamīnos“ или „κυκλάμινος“ (също „κυκλαμίς“) значещо „кръг“, асоциирано с формата на клубена. Видът „hederifolium“ идва от лат. „hedera“ (бръшлян) и „folium“ (листо), заради формата на листата. Старо име на видът е „neapolitanum“, свързано с местността, където расте – Naples (Неапол).
Българските названия са: есенно ботурче, есенна циклама, бръшлянолистно ботурче. В миналото: боторче (Велико Търново); бужурче; бутурче; бутурка (Стара Загора); голопитник; дрявка; зайче ухо; кралевина; кралско цвете; копитник (Костенец); любика; любичица (Призрен); милогледка; свински хляб; скреж; теменуга; теменушка (Гевгели, Тиквеш, Куку).

## Разпространение
Ботурчето е разпространено в гористи, храстови и скални местности на Средиземноморието – от Южна Франция до Западна Турция и средиземноморските острови. Натурализирано е в северна Европа и тихоокеанския северозапад. Установено е из цяла България, от 0 до 600 m надморска височина.

## Описание
Есенното ботурче е многогодишно тревисто растение с височина 5 – 20 cm. Образува дисковидна грудка достигаща в диаметър до 15 cm. Листата са петоъгълно-сърцевидни, от 2,5 до 9 cm дълги; дръжката им е дълга до 20 cm. Листата се появяват обикновено след цъфтежа. Цветовете са единични, по големи от 1,5 cm, с дръжки по-дълги от листата. Венчето е образувано от 5 сраснали в основата и обърнати назад светлорозови венчелистчета. Тичинките са 5. Плодът е сух, кълбест и се отваря с 5 – 7 зъбчета. Плодната дръжка нараства и се завива спирално, а плодът се забива и узрява в почвата. Цъфти август-октомври.

## Значение и употреба
Есенната циклама е лечебно и декоративно растение. Като билка се използват грудките (Tubera Cyclaminis). При употребата му като билка трябва да се внимава, тъй като цялото растение е отровно. Съдържа сапонини с тритерпенова структура, от които цикламинът е с висока хемолитична активност .